# Rudolf Kárpáti
Rudolf Kárpáti (ur. 17 lipca 1920 w Budapeszcie, zm. 1 lutego 1999 tamże) – węgierski szablista, wielokrotny medalista igrzysk olimpijskich i mistrzostw świata.
Na igrzyskach olimpijskich w Londynie w 1948 roku razem z Aladárem Gerevichem, Tiborem Berczellym, Pálem Kovácsem, László Rajcsányim i Bertalanem Pappem zwyciężył w zawodach drużynowych. Wynik ten Węgrzy z Kárpátim w składzie powtórzyli na rozgrywanych cztery lata później igrzyskach olimpijskich w Helsinkach. Wspólnie z Aladárem Gerevichem, Pálem Kovácsem, Attilą Keresztesem, Jenő Hámorim i Dánielem Magayem kolejne złoto drużynowo zdobył podczas igrzysk w Melbourne w 1956 roku (Węgrzy wystąpili w składzie Gerevich, Kárpáti, Kovács, Keresztes, Hámori i Magay). Na tej samej imprezie zdobył również złoty medal indywidualnie. W rundzie finałowej wygrał sześć z siedmiu walk i wyprzedził Polaka Jerzego Pawłowskiego i Lwa Kuzniecowa z ZSRR. Brał też udział w igrzyskach olimpijskich w Rzymie w 1960 roku, gdzie obronił tytuł indywidualnego mistrza olimpijskiego. Tym razem w rundzie finałowej wygrał pięć z siedmiu walk i wyprzedził rodaka, Zoltána Horvátha oraz Włocha Wladimiro Calarese. Parę dni później reprezentacja Węgier w składzie: Aladár Gerevich, Rudolf Kárpáti, Pál Kovács, Zoltán Horváth, Gábor Delneky i Tamás Mendelényi zdobyła drużynowo złoty medal.
Podczas mistrzostw świata w Brukseli w 1953 roku zdobył brązowy medal w turnieju indywidualnym, plasując się za Pálem Kovácsem i Aladárem Gerevichem. Razem z Berczellym, Gerevichem, Kovácsem, Rajcsányim i Pappem wywalczył tam również złoty medal w zawodach drużynowych. W turniejach indywidualnych zwyciężył także na mistrzostwach świata w Luksemburgu (1954) i mistrzostwach świata w Budapeszcie (1959), a na mistrzostwach świata w Rzymie (1955) i mistrzostwach świata w Paryżu (1957) był drugi, odpowiednio za Gerevichem i Pawłowskim. Ponadto wielokrotnie zdobywał medale w zawodach drużynowych: złote na MŚ 1954, MŚ 1955, MŚ 1957 i MŚ 1958, srebrny na MŚ 1959 oraz brązowy na MŚ 1961.
Po zakończeniu kariery został działaczem sportowym. Był między innymi prezydentem Węgierskiej Federacji Szermierki oraz pracował dla Międzynarodowej Federacji Szermierczej (FIE).
W 1990 roku odznaczony srebrnym Orderem Olimpijskim.